# FIFA 21
FIFA 21 ist ein Fußballsimulationsspiel, das von EA Sports entwickelt und von Electronic Arts als 28. Auflage der FIFA-Serie am 9. Oktober 2020 für Microsoft Windows, PlayStation 4, Xbox One und Nintendo Switch veröffentlicht wurde. Es erschien ebenfalls für PlayStation 5, Xbox Series und Google Stadia.

## Entwicklung
FIFA 21 wurde vom kanadischen Studio EA Vancouver und vom rumänischen Studio EA Romania gemeinsam als EA Sports entwickelt.

## Karrieremodus
Hinsichtlich des Karrieremodus von FIFA 21 wurden einige Verbesserungen erwartet, nachdem im September 2019 auf Twitter unter dem Hashtag #FixCareerMode zahlreiche Kritiken am Vorgänger FIFA 20 laut wurden. Das Spielgefühl soll sich insbesondere durch neue Funktionen vom Vorgänger abheben. Zu diesen gehören zum Beispiel ein neues agiles Dribblingsystem, ausgereiftere Dribbling-Funktionen, bessere Steuerung der KI-Mitspieler und eine effizientere Zweikampf-Mechanik. In Freundschaftsspielen steht etwa eine neue Rewind-Funktion zur Verfügung, die es erlaubt, das Spiel 30 Sekunden zurückzuspulen und dann von einem beliebigen Punkt an von erneut zu spielen.

## Ultimate Team
Ultimate Team ist schon seit vielen Jahren ein beliebter Spielmodus der Spielserie FIFA. Darin erstellen die Spieler jeweils ein individuelles Team aus realen Fußballprofis. Auf dem Transfermarkt lassen sich für Spielgeld („Coins“) neue Spielerkarten kaufen und alte verkaufen. Abhängig von der realen Spielleistung haben die Spielerkarten unterschiedliche Wertigkeiten und Preise. Zudem kann man sogenannte „Packs“ für „Coins“ öffnen, um weitere Spieler, Trainer und andere Verbrauchsobjekte (z. B. Verträge) zu erlangen, welche man selber verwendet oder auf dem Transfermarkt anbietet. Somit entsteht ein Handel zwischen den Spielern.
Mit seinem Team tritt man in verschiedenen Spielmodi gegen andere Spieler an. Beliebte Spielmodi sind unter anderem „FUT-Champions“ und „Division Rivals“. Darin erhalten die Spieler je nach Leistung „Coins“ und weitere Belohnungen (z. B. „Packs“). Außerdem gibt es verschiedene Spezialkarten, welche die Profis für (aktuelle) besondere Leistung erhalten. Beispielsweise erscheint wöchentlich das „Team der Woche“, bestehend aus den besten Profis der Woche. Des Weiteren gibt es Ikonenkarten, welche ehemalige Weltstars erhalten. Bei FIFA 21 wurden folgende neue Ikonen hinzugefügt: Éric Cantona, Petr Čech, Xavi, Ashley Cole, Samuel Eto’o, Philipp Lahm, Ferenc Puskás, Bastian Schweinsteiger, Davor Šuker, Fernando Torres, und Nemanja Vidić. Zusätzlich wird David Beckham ab dem 4. Dezember 2020 als Ikone hinzugefügt und ab dem 15. Dezember 2020 eine spezielle (untauschbare) Version von Beckham für jeden Spieler, der FIFA 21 bis zum 15. Januar 2021 erworben und gespielt hat, gratis im Ultimate Team verfügbar. Jens Lehmann hingegen wird als einzige Ikone entfernt. Das eigene Ultimate-Team-Stadion kann im Laufe der Zeit mit Pyrotechnik, Trophäen, Musik und Statuen angepasst werden. Es ist vorgesehen, dass der eigene Ultimate-Team-Club bei Bedarf von PlayStation 4 auf PlayStation 5 und von Xbox One auf Xbox Series X/S transferiert werden kann.

## Volta

### Neuerungen
Wie bei Ultimate Team startet nun auch beim in FIFA 20 eingeführten Volta-Modus ein Online-Modus. Man spielt mit einem Team um seinen eigens angelegten Charakter und versucht in höhere Divisionen aufzusteigen, in welchen dann mehr Belohnungen auf einen warten. Spielbare Charaktere sind unter anderem Anthony Joshua, Diplo und Éric Cantona. Auch David Beckham wird ab dem 15. Dezember 2020 als sogenannter Groundbreaker spielbar sein, sofern man FIFA 21 bis zum 15. Januar 2021 erworben, bzw. gespielt hat. Außerdem gibt es nun Featured Battles, ähnlich wie die Squad Battles im Ultimate Team-Modus. Man tritt gegen eine offline KI an und versucht sich dann in den Rängen weiter hochzuspielen, um dann Accessoires und Starspieler für das eigene Team freizuschalten. Es gibt auch noch einen kurzen Storymodus Das Debüt, welcher den Nachfolger zum letztjährigen Volta Storymodus darstellt.

### Das Debüt
Das Debüt ist ein etwa zwei- bis dreistündiger Storymodus in Volta, welches ein Sequel zur letztjährigen Story darstellt. Man spielt mit seinem eigenen Avatar und versucht ein großes Turnier in Dubai zu erreichen.
Man startet in São Paulo, bei einem von Kaká organisiertem Event. In dem eigenen Team spielt unter anderem auch Kotaro Tokuda, welcher die Aufmerksamkeit von Kaká erlangt und mit diesem zwischen den Partien mehrere Schussübungen vorzeigen darf. Bei einer weiteren Pause, kann man selbst bei kleinen Übungen seine Dribbelkünste unter Beweis stellen. Am Ende des Turniers verlässt Tokuda das Team, da er ein Angebot bekommen hat, um im Dubai-Team von Kaká zu spielen. Dann trifft man die Beraterin Beatriz Villanova, welche man als Spieler bereits in The Journey und im letzten Jahr auch in Volta kennenlernen durfte. Diese bietet einem die Möglichkeit auch am Turnier in Dubai teilzunehmen, falls man es schafft, drei weitere große Straßenfußballer zu besiegen. Man beginnt in Mailand, wo man das Team um Issy Hitman schlagen muss. Einen Schritt näher an Dubai geht es weiter nach Sydney. Dort steht man dem Straßenfußballer Edward van Gils gegenüber und bei einem Sieg geht es zum letzten Schauort vor dem großen Finale. Zuletzt ist man in Paris, wo man auf Lisa Zimouche und ihr Team trifft. Nachdem alle drei Spielorte erfolgreich abgeschlossen wurden, bekommt man eine Einladung für das Street & Icons-Event in Dubai. Dort trifft man wieder auf die Teams, welche zuvor in den verschiedenen Städten geschlagen werden mussten. Diese Spiele muss man wieder Mals gewinnen um das Finale des Turniers zu erreichen und dort trifft man auf seinen ehemaligen Teamkollegen Tokuda. Wenn man das Turnier siegreich abschließt, gewinnt man eine Trophäe und es kommt zu einem letzten Spiel. In diesem Spiel trifft man auf fünf ehemalige Fußballspieler, nämlich Peter Schmeichel, Frank Lampard, Thierry Henry, Zinédine Zidane und Kaká. Am Ende des Spiels bekommt man Peter Schmeichel für sein eigenes Team. Der Modus endet mit einem kurzen Gespräch zwischen den eigenen Charakter und Kaká.

## Editionen
FIFA 21 erscheint getreu seinen Vorgängern in drei Editionen: Einer Standard-, Champions- und Ultimate-Edition. Auf dem Cover aller Editionen ist Kylian Mbappé abgebildet.
Die Inhalte der Editionen richten sich größtenteils an Ultimate Team und spalten sich wie folgt auf:
| Inhalte | Standard Edition (PC & Konsolen)                   | Champions Edition (PC & Konsolen)      | Ultimate Edition (PC & Konsolen)             |
| --- | -------------------------------------------------- | -------------------------------------- | -------------------------------------------- |
| Spieledisk | Wahlweise möglich (nur Konsolen)                   | Wahlweise möglich (nur Konsolen)       | Wahlweise möglich (nur Konsolen)             |
| Spiele-Download                                                                                                 | Wahlweise möglich (PC & Konsolen)                  | Wahlweise möglich (PC & Konsolen)      | Wahlweise möglich (PC & Konsolen)            |
| Preis | Konsole 69,99 € PC 59,99 € Nintendo Switch 49,99 € | Konsole 89,99 € PC - Nintendo Switch - | Konsole 99,99 € PC 89,99 € Nintendo Switch - |
| Seltene Goldpacks in FUT                                                                                        | ja 3 Packs                                         | ja 12 Packs                            | ja 24 Packs                                  |
| Cover-Star als Leihspieler in FUT                                                                               | ja                                                 | ja                                     | ja                                           |
| Ein FUT Ambassador als Leihspieler                                                                              | ja                                                 | ja                                     | ja                                           |
| Stadionobjekte und spezielle FUT-Trikots                                                                        | ja                                                 | ja                                     | ja                                           |
| Drei Tage Vorabzugriff                                                                                          | nein                                               | ja                                     | ja                                           |
| Nachwuchstalent im Karrieremodus mit Weltklasse-Potenzial                                                       | nein                                               | ja                                     | ja                                           |
| Spielerwahl eines Stars-im-Blickpunkt-Spielers in FUT (möglich bei einer Vorbestellung bis zum 14. August 2020) | nein                                               | nein                                   | ja                                           |

## Kommentatoren
Das Spielgeschehen wird in der deutschen Sprachausgabe weiterhin von Frank Buschmann und Wolff-Christoph Fuss kommentiert. Neu dabei ist Esther Sedlaczek, welche im Karriere- sowie dem Champions-League-Modus die Rolle des Studio Reporters übernimmt. Außerdem berichtet sie während eines Spiels über die parallel laufenden Matches.

## Sonstiges
Die Ankündigung des Spiels erfolgte am 18. Juni 2020 auf der EA Play. FIFA 21 ist das erste Spiel der FIFA-Serie, das für Microsoft Windows nicht nur auf Origin, sondern auch auf der Plattform Steam veröffentlicht wurde, allerdings ist diese Version seit der Erscheinung von FIFA 22 am 26. September 2021 nicht mehr die neueste dort angebotene Variante. EA Sports hat zudem bestätigt, dass Käufer des Spiels für PlayStation 4 oder Xbox One beim Umstieg auf die nächste Konsolengeneration (PlayStation 5 bzw. Xbox Series X/S) das Spiel nicht erneut kaufen müssen. FIFA 21 beinhaltet mehr als 30 offizielle Ligen, über 700 Vereine und über 17.000 Fußballspieler. EA Sports kündigte eine exklusive mehrjährige Partnerschaft mit AC Mailand und Inter Mailand an. Des Weiteren konnte man mehrere Lizenzen verlängern. Der Vertrag mit der Fußball-Bundesliga sowie der 2. Fußball-Bundesliga wurde nach 22 Jahren wieder um mehrere Jahre verlängert und auch mit Real Madrid konnte man den auslaufenden Vertrag bis 2025 verlängern. Aber man verlor auch mehrere Lizenzen an den Konkurrenten von Konami. Darunter die italienische und portugiesische Nationalmannschaft, welche nun nicht mehr mit den originalen Trikots spielbar sind. Außerdem sind die Rechte am italienischen Serie-A-Verein AS Rom verloren gegangen, welcher nun Roma FC heißt, sowie an der Serie B, von welcher nur noch vereinzelte Teams spielbar sind.
Trotz allem, konnte EA weitere neue Stadien in Spiel bringen:
| Stadion                        | Verein             | Liga                  |
| ------------------------------ | ------------------ | --------------------- |
| Stadion An der Alten Försterei | 1. FC Union Berlin | Fußball-Bundesliga    |
| Benteler-Arena                 | SC Paderborn 07    | 2. Fußball-Bundesliga |
| Elland Road                    | Leeds United       | Premier League        |
| Estádio da Luz                 | Benfica Lissabon   | Primeira Liga         |
| Estadio Ramón de Carranza      | FC Cádiz           | Primera División      |
| Estadio Universitario          | UANL Tigres        | Liga MX               |
| Providence Park                | Portland Timbers   | Major League Soccer   |

## Rezensionen
Nach der Veröffentlichung der Spieler-Ratings, gab es vor allem von den Fans große Kritik. Man beschwerte sich darüber, dass viele Spieler zu langsam seien. EA wird vorgeworfen die „Ingame-Spiele“ durch ein sogenanntes Momentum, was bedeutet, dass sich das Spielgeschehen schlagartig wendet, auch in dieser FIFA-Ausgabe zu beeinflussen. EA bestreitet dies.